# Hexatoma schnusei
Hexatoma schnusei là một loài ruồi trong họ Limoniidae. Chúng phân bố ở miền Cổ bắc.